# Clarion (linguaggio di programmazione)
Clarion è un linguaggio di programmazione appartenente ai linguaggi 4GL e un  ambiente di sviluppo integrato prodotto da SoftVelocity e principalmente usato per realizzare applicazioni database.
L'architettura del linguaggio e del sistema di sviluppo rendono Clarion capace di leggere e scrivere moltissimi formati di file dati e interagire con diversi database tra cui SQL (tutti), ADO, e XML; può creare output su HTML, XML, plaintext, e PDF, e molti altri.
Il codice generato dal compilatore è particolarmente compatto ed efficiente, pressoché simile a quello ottenuto scrivendo con linguaggi come il C o il Modula-2, ma la sintassi è molto orientata alla risoluzione di problematiche gestionali in modo rapido ed efficiente.
La programmazione può avvenire utilizzando la programmazione ad oggetti tramite una serie di classi denominate ABC (Application Builder Classes) ma anche in modo procedurale con una sintassi molto simile a quella C e Pascal.
Nel dicembre 2010, Clarion era giunto alla versione 7.3 e la versione .NET era in fase di beta test. Un esempio di verticale e orizzontale programmi di integrazione di sistema per Windows e. Net Framework.